# Arrigo Petacco
Arrigo Petacco (* 7. August 1929 in Castelnuovo Magra; † 3. April 2018 in Porto Venere) war ein italienischer Schriftsteller und Journalist.
Filme und Bücher weisen ihn als Kenner der italienischen Geschichte aus. Er veröffentlichte vor allem zu den Themen Faschismus und Mafia.
Arrigo Petacco lebte zuletzt in Porto Venere in der Provinz La Spezia, wo er im April 2018 im Alter von 88 Jahren starb.

## Werke

### Bücher
- 1969: L'anarchico che venne dall'America
- 1972: Joe Petrosino
- 1973: Dal Gran Consiglio al Gran Sasso: una storia da rifare
- 1976: Il prefetto di ferro; Biografie über den „Eisernen Präfekten“ Cesare Mori
- 1980: La seconda guerra mondiale
- 1982: Storia del Fascismo
- 1982: Il superfascista, Buch über Alessandro Pavolini
- 1983: Pavolini: l'ultima raffica di Salò, Buch über Alessandro Pavolini
- 1987: I ragazzi del '44
- 1989: Storia bugiarda
- 1992: La regina del Sud. Amori e guerre segrete di Maria Sofia di Borbone, Biografie über Marie in Bayern
  - 1994: Die Heldin von Gaeta: Kaiserin Elisabeths Schwester im Kampf gegen Garibaldi
- 1995: Le battaglie navali del Mediterraneo nella seconda guerra mondiale
- 1998: L'armata scomparsa: l'avventura degli italiani in Russia
- 1998: L'archivio segreto di Mussolini
- 1999: L'esodo: la tragedia negata degli italiani d'Istria
- 2002: Ammazzate quel fascista!: vita intrepida di Ettore Muti
- 2003: Faccetta nera: storia della conquista dell'impero
- 2005: La croce e la mezzaluna: Lepanto 7 ottobre 1571
- 2006: Viva la muerte!: mito e realta della guerra civile spagnola, 1936-39

### Filme
- 1972: Joe Petrosino; TV-Mini-Serie
- 1977: Der eiserne Präfekt (Prefetto di ferro); Film über Cesare Mori
- 1978: Malavita attacca... la polizia risponde!
- 1984: Claretta
- 1990:  In nome del popolo sovrano